# 1164 Kobolda
1164 Kobolda là một tiểu hành tinh vành đai chính bay quanh Mặt Trời. Nó hoàn thành một chu kỳ quay quanh Mặt Trời là 4 năm. Nó được phát hiện bởi Karl Wilhelm Reinmuth ở Heidelberg, Đức ngày 19 tháng 3 năm 1930. Tên ban đầu của nó là 1930 FB.